# IAAF Combined Events Challenge
IAAF Combined Events Challenge – cykl rozgrywanych pod egidą IAAF od 1998 r. zawodów w wielobojach lekkoatletycznych: siedmioboju kobiet i dziesięcioboju mężczyzn. Klasyfikację cyklu stanowi suma trzech najlepszych wyników uzyskanych przez jednego zawodnika w ciągu roku. W 1998 r. klasyfikację IAAF Combined Events Challenge wygrała Urszula Włodarczyk.